# Шенпін
Шенпін (кит. спр. 升平镇, піньїнь: Shēngpíng Zhèn) — містечко в південнокитайській провінції Юньнань, адміністративний центр повіту Дечен у Дечен-Тибетській автономній префектурі.

## Географія
Шенпін розташовується на сході Тибетського плато між річками Меконг та Янцзи.

### Клімат
Селище знаходиться у зоні, котра характеризується континентальним субарктичним кліматом. Найтепліший місяць — липень із середньою температурою 13.3 °C (56 °F). Найхолодніший місяць — січень, із середньою температурою -1.7 °С (29 °F).
| Клімат Шенпіна          | Клімат Шенпіна | Клімат Шенпіна | Клімат Шенпіна | Клімат Шенпіна | Клімат Шенпіна | Клімат Шенпіна | Клімат Шенпіна | Клімат Шенпіна | Клімат Шенпіна | Клімат Шенпіна | Клімат Шенпіна | Клімат Шенпіна | Клімат Шенпіна |
| Показник                | Січ.           | Лют.           | Бер.           | Квіт.          | Трав.          | Черв.          | Лип.           | Серп.          | Вер.           | Жовт.          | Лист.          | Груд.          | Рік            |
| Абсолютний максимум, °C | 11             | 12             | 15             | 18             | 21             | 22             | 22             | 22             | 26             | 18             | 13             | 12             | 26             |
| Середній максимум, °C   | 3              | 3              | 7              | 10             | 12             | 16             | 17             | 16             | 16             | 12             | 8              | 5              | 11             |
| Середня температура, °C | −1             | −1             | 2              | 5              | 7              | 11             | 12             | 12             | 11             | 7              | 3              | 0              | 6              |
| Середній мінімум, °C    | −6             | −6             | −3             | 0              | 3              | 7              | 8              | 8              | 6              | 2              | −2             | −5             | 1              |
| Абсолютний мінімум, °C  | −11            | −12            | −8             | −5             | −2             | 1              | 5              | 5              | 1              | −5             | −10            | −12            | −12            |
| Вологість повітря, %    | 53             | 66             | 64             | 69             | 76             | 77             | 83             | 85             | 80             | 74             | 61             | 52             | 70             |
| ----------------------- | -------------- | -------------- | -------------- | -------------- | -------------- | -------------- | -------------- | -------------- | -------------- | -------------- | -------------- | -------------- | -------------- |
| Джерело: Weatherbase    |                |                |                |                |                |                |                |                |                |                |                |                |                |